# ニコライ・セミョーノフ
ニコライ・ニコラエヴィチ・セミョーノフ（ロシア語: Николай Николаевич Семёнов, ラテン文字転写: Nikolai Nikolaevich Semyonov, 1896年4月15日〈ユリウス暦3日〉 - 1986年9月25日）はソビエト連邦サラトフ出身の物理学者、化学者。1956年にノーベル化学賞を受賞。

## 生涯と経歴
1913年にペトログラード大学物理学部に入学する。アブラム・ヨッフェに師事し、1917年卒業。
1918年サマラに移住、ロシア内戦の勃発に伴い白軍兵士として従軍した。
1920年、ペトログラードに戻り、物理技術研究所の電子現象研究室で研究を行い、後には副所長となった。1921年に文献学者のマリア・ボレシェ=リヴェロフスキーと結婚するも、そのわずか二年後に失う。1922年、ピョートル・カピッツァと共に原子核の磁場を測定する方法を発見した。後にその方法は改善されたものが今日ではシュテルン＝ゲルラッハの実験として知られている。1923年、マリアの姪、ナタリア・ニコライヴナ・ブルツェヴァと再婚。彼女との間に、一男一女をもうける。
1925年、ヤコブ・フレンケルと共同で結露の動力学と蒸気の吸着についての研究を行った。1927年には気体のイオン化に関する研究を行い「電子の化学」という本を出版した。1928年、誘電体の温度破裂放電理論の研究を行う。
1928年、ペトログラードポリテクニカル研究所の教授職を得る。1931年、ソ連科学アカデミーの化学物理研究所の設立に参加し、所長となった。1932年にはソ連科学アカデミーの会員となった。
化学反応に関する研究は1932年になってからである。燃焼における連鎖反応について様々な分析を行った。酸化プロセスにおける導入段階に関する現象を説明する縮退分岐反応理論を提唱した。それらの研究の結果をまとめた2冊の本を執筆した。
1934年にChemical Kinetics and Chain Reactions（化学的反応速度論と連鎖反応）が発表され、1935年に英文版を発行した。これらの反応速度論等の功績に対し、シリル・ヒンシェルウッドと共に1956年ノーベル化学賞が与えられた。
1959年にはポリアクリロニトリルに放射線を照射することによって半導体の性質を備えることがニコライ・セミョーノフ達によって報告され、真偽を巡り議論された

## 受賞歴
- レーニン勲章9回：[5] (1945, 1953, 1956, 1966, 1971, 1976, 1981含む[6])
- スターリン国家賞(1941, 1949)[6]
- イギリス化学協会名誉会員(1943)
- 労働赤旗勲章 (1946)[6]
- ノーベル化学賞(1956)
- ロンドン王立協会外国会員 (1958)
- ハンガリー科学アカデミー名誉会員(1961)
- ニューヨーク科学アカデミー名誉会員 (1962)
- 米国科学アカデミー外国会員 (1963)
- ルーマニアアカデミー名誉会員 (1965)
- 社会主義労働英雄 (1966, 1976)[6]
- ロモノーソフ金メダル(1969)
- レーニン賞 (1976)[6]
- 十月革命勲章 (1986)[6]
- Medal "In commemoration of the centenary of the birth of Vladimir Ilyich Lenin"（「ウラジミール・イリッヒ・レーニン誕生100周年記念」メダル）
- メンデレーエフ賞[6]

オックスフォード大学（1960年）、ブリュッセル大学（1962年）、ロンドン大学（1965年）、ブダペスト工科大学（1965年）、ミラノ工科大学（1964年）などの大学の名誉博士も勤めた。